# Мері Лу Реттон
Мері Лу Реттон  (англ. Mary Lou Retton, 24 січня 1968) — американська гімнастка, олімпійська чемпіонка.

## Виступи на Олімпіадах
| Олімпіада         | Дисципліна        | Місце |
| ----------------- | ----------------- | ----- |
| Лос-Анджелес 1984 | абсолютний залік  | 1     |
| Лос-Анджелес 1984 | командний залік   | 2     |
| Лос-Анджелес 1984 | вільні вправи     | 3     |
| Лос-Анджелес 1984 | опорний стрибок   | 2     |
| Лос-Анджелес 1984 | різновисокі бруси | 3     |
| Лос-Анджелес 1984 | колода            | 4     |